# Proto-história
Proto-História é o período do desenvolvimento da humanidade entre a pré-história e a história, que precede o surgimento da escrita, mas que nos é permitido conhecer por ser descrito em algumas das primeiras fontes escritas. Praticamente coincide com a Idade dos Metais.
Até ao século XIX, era crença geral de que humanos tivessem surgido em poucos milhares de anos. Os estudos arqueológicos mostraram, porém, que a espécie humana passou por um processo evolutivo de centenas de milhares de anos, desde a fabricação dos primeiros utensílios até aos primeiros registos escritos.
Entende-se por pré-história todo o período que abrange a atividade humana desde as suas origens até ao aparecimento da escrita. A atividade humana inicial foi a predatória, passando depois para a subsistência agrícola.
A proto-história denomina a época de transição que se seguiu, quando as sociedades agrárias reuniram os primeiros elementos para a posterior aplicação da escrita. A sua principal característica foi a substituição da tecnologia da pedra pela do metal.